# União das Freguesias de Castro Verde e Casével
União das Freguesias de Castro Verde e Casével, kurz Castro Verde e Casével ist eine Gemeinde (Freguesia) in der portugiesischen Region Alentejo. Sie gehört zum Landkreis (Concelho) von Castro Verde, im Distrikt Beja.
Die Gemeinde entstand am 29. September 2013 im Zuge der administrativen Neuordnung in Portugal aus dem Zusammenschluss der Stadtgemeinde Castro Verde und der Gemeinde Casével. Sitz wurde Castro Verde.
Auf einer Fläche von 322,77 km² leben hier 5.346 Einwohner (Zahlen nach Stand vom 30. Juni 2011).